# EHF European League der Frauen 2023/24
An der EHF European League 2023/24 nahmen 34 Handball-Vereinsmannschaften teil, die sich in der vorangegangenen Saison in ihren Heimatländern für den Wettbewerb qualifiziert hatten. Es war die vierte Austragung des von der Europäischen Handballföderation (EHF) veranstalteten Wettbewerbs für europäische Vereinsmannschaften. Die norwegische Mannschaft Storhamar Håndball gewann den Wettbewerb.

## Runde 1
Die erste Runde wurde nicht ausgetragen.

## Runde 2
An der zweiten Runde nahmen zwölf Mannschaften teil. Die Gewinner wurden in einem Hin- und Rückspiel im Zeitraum 23. September bis 1. Oktober 2023 ermittelt und zogen in die dritte Runde ein.

### Qualifizierte Teams
| - Hypo Niederösterreich - VfL Oldenburg - Costa del Sol Málaga - JDA Bourgogne Dijon - Larvik HK - Molde HK | - PAOK Thessaloniki - Valur Reykjavík - HC Dunărea Brăila - ŽRK Železničar-Inđija - Önnereds HK - Spono Eagles |

### Ausgeloste Spiele und Ergebnisse
| Mannschaft 1                     | Mannschaft 2                                       | Hinspiel             | Rückspiel                       | Gesamt  |
| -------------------------------- | -------------------------------------------------- | -------------------- | ------------------------------- | ------- |
| VfL Oldenburg Borutta 11         | PAOK Thessaloniki Sevdili, Vrančić, Muratović je 8 | 22.09.2023 18:00 Uhr | 24.09.2023 16:00 Uhr            | 62 : 47 |
| VfL Oldenburg Borutta 11         | PAOK Thessaloniki Sevdili, Vrančić, Muratović je 8 | 37 : 22 (18 : 10)    | 25 : 25 (11 : 10)               | 62 : 47 |
| VfL Oldenburg Borutta 11         | PAOK Thessaloniki Sevdili, Vrančić, Muratović je 8 | 300 Zuschauer        | 300 Zuschauer                   | 62 : 47 |
| Valur Reykjavík Ásgeirsdóttir 10 | HC Dunărea Brăila González 12                      | 24.09.2023 19:00 Uhr | 30.09.2023 16:00 Uhr            | 43 : 60 |
| Valur Reykjavík Ásgeirsdóttir 10 | HC Dunărea Brăila González 12                      | 29 : 30 (12 : 15)    | 14 : 30 (08 : 14)               | 43 : 60 |
| Valur Reykjavík Ásgeirsdóttir 10 | HC Dunărea Brăila González 12                      | 621 Zuschauer        | 1200 Zuschauer                  | 43 : 60 |
| Larvik HK Sæteren 18             | Costa del Sol Málaga Doiro Rodríguez 12            | 24.09.2023 16:00 Uhr | 01.10.2023 18:00 Uhr            | 58 : 68 |
| Larvik HK Sæteren 18             | Costa del Sol Málaga Doiro Rodríguez 12            | 31 : 35 (18 : 17)    | 27 : 33 (16 : 11)               | 58 : 68 |
| Larvik HK Sæteren 18             | Costa del Sol Málaga Doiro Rodríguez 12            | 536 Zuschauer        | 1300 Zuschauer                  | 58 : 68 |
| JDA Bourgogne Dijon Sivertsen 9  | Molde HK Alver 17                                  | 23.09.2023 20:00 Uhr | 30.09.2023 15:00 Uhr            | 52 : 75 |
| JDA Bourgogne Dijon Sivertsen 9  | Molde HK Alver 17                                  | 29 : 35 (11 : 15)    | 23 : 40 (17 : 19)               | 52 : 75 |
| JDA Bourgogne Dijon Sivertsen 9  | Molde HK Alver 17                                  | 1800 Zuschauer       | 870 Zuschauer                   | 52 : 75 |
| Hypo Niederösterreich Kovacs 19  | Önnereds HK Hansson, Aabech je 11                  | 24.09.2023 18:00 Uhr | 01.10.2023 16:00 Uhr            | 63 : 64 |
| Hypo Niederösterreich Kovacs 19  | Önnereds HK Hansson, Aabech je 11                  | 29 : 27 (16 : 13)    | 34 : 37 (28 : 30, 16 : 18) n.S. | 63 : 64 |
| Hypo Niederösterreich Kovacs 19  | Önnereds HK Hansson, Aabech je 11                  | 500 Zuschauer        | - Zuschauer                     | 63 : 64 |
| Spono Eagles Emmenegger 16       | ŽRK Železničar-Inđija Tabak 20                     | 30.09.2023 19:00 Uhr | 01.10.2023 14:00 Uhr            | 63 : 62 |
| Spono Eagles Emmenegger 16       | ŽRK Železničar-Inđija Tabak 20                     | 30 : 28 (14 : 16)    | 33 : 34 (12 : 18)               | 63 : 62 |
| Spono Eagles Emmenegger 16       | ŽRK Železničar-Inđija Tabak 20                     | 450 Zuschauer        | 500 Zuschauer                   | 63 : 62 |

## Runde 3
An der dritten Runde nehmen die sechs Sieger der Runde 2 sowie weitere 18 gesetzte Mannschaften teil. Die Gewinner der im November 2023 ausgetragenen Partien ziehen in die im Februar 2024 beginnende Gruppenphase ein.

### Qualifizierte Teams
| - DHK Baník Most - København Håndbold - HSG Bensheim/Auerbach - Borussia Dortmund - VfL Oldenburg - Super Amara Bera Bera - Costa del Sol Málaga - Chambray Touraine Handball - Neptunes de Nantes - ŽRK Podravka Koprivnica - ŽRK Lokomotiva Zagreb - Sola HK | - Storhamar Håndball - Molde HK - MKS Lublin - HC Dunărea Brăila - CSM Târgu Jiu - Önnereds HK - H 65 Höör - LC Brühl Handball - Spono Eagles - ŽORK Jagodina - Kastamonu Belediyesi GSK - Váci NKSE |

### Ausgeloste Spiele und Ergebnisse
| Mannschaft 1                                              | Mannschaft 2                                 | Hinspiel             | Rückspiel            | Gesamt  |
| --------------------------------------------------------- | -------------------------------------------- | -------------------- | -------------------- | ------- |
| Storhamar Håndball Obaidli 15                             | H 65 Höör Nuhanovic 14                       | 11.11.2023 16:00 Uhr | 19.11.2023 16:30 Uhr | 73 : 60 |
| Storhamar Håndball Obaidli 15                             | H 65 Höör Nuhanovic 14                       | 37 : 28 (18 : 16)    | 36 : 32 (20 : 15)    | 73 : 60 |
| Storhamar Håndball Obaidli 15                             | H 65 Höör Nuhanovic 14                       | 1020 Zuschauer       | 472 Zuschauer        | 73 : 60 |
| Sola HK Herrem 15                                         | Super Amara Bera Bera Boada, Fernándes je 13 | 12.11.2023 18:00 Uhr | 19.11.2023 12:00 Uhr | 67 : 66 |
| Sola HK Herrem 15                                         | Super Amara Bera Bera Boada, Fernándes je 13 | 39 : 32 (19 : 13)    | 28 : 34 (12 : 15)    | 67 : 66 |
| Sola HK Herrem 15                                         | Super Amara Bera Bera Boada, Fernándes je 13 | 574 Zuschauer        | 1700 Zuschauer       | 67 : 66 |
| Chambray Touraine Handball Houette, Mielke-Offendal je 11 | DHK Baník Most Kuxová 12                     | 11.11.2023 20:00 Uhr | 18.11.2023 18:00 Uhr | 60 : 47 |
| Chambray Touraine Handball Houette, Mielke-Offendal je 11 | DHK Baník Most Kuxová 12                     | 33 : 20 (17 : 10)    | 27 : 27 (13 : 14)    | 60 : 47 |
| Chambray Touraine Handball Houette, Mielke-Offendal je 11 | DHK Baník Most Kuxová 12                     | 723 Zuschauer        | 865 Zuschauer        | 60 : 47 |
| Váci NKSE Kuczora 16                                      | Kastamonu Belediyesi GSK Demirçelen 13       | 11.11.2023 14:00 Uhr | 18.11.2023 13:00 Uhr | 70 : 53 |
| Váci NKSE Kuczora 16                                      | Kastamonu Belediyesi GSK Demirçelen 13       | 37 : 21 (23 : 09)    | 33 : 32 (16 : 14)    | 70 : 53 |
| Váci NKSE Kuczora 16                                      | Kastamonu Belediyesi GSK Demirçelen 13       | 500 Zuschauer        | 510 Zuschauer        | 70 : 53 |
| Önnereds HK Hansson 12                                    | CSM Târgu Jiu Chiricuță 11                   | 18.11.2023 17:00 Uhr | 19.11.2023 17:00 Uhr | 50 : 55 |
| Önnereds HK Hansson 12                                    | CSM Târgu Jiu Chiricuță 11                   | 27 : 29 (14 : 17)    | 23 : 26 (08 : 15)    | 50 : 55 |
| Önnereds HK Hansson 12                                    | CSM Târgu Jiu Chiricuță 11                   | 1000 Zuschauer       | 1050 Zuschauer       | 50 : 55 |
| Borussia Dortmund 5 Spielerinnen je 6                     | HC Dunărea Brăila González 11                | 12.11.2023 14:00 Uhr | 19.11.2023 16:00 Uhr | 46 : 52 |
| Borussia Dortmund 5 Spielerinnen je 6                     | HC Dunărea Brăila González 11                | 24 : 25 (15 : 14)    | 22 : 27 (09 : 13)    | 46 : 52 |
| Borussia Dortmund 5 Spielerinnen je 6                     | HC Dunărea Brăila González 11                | 1021 Zuschauer       | 2000 Zuschauer       | 46 : 52 |
| HSG Bensheim/Auerbach Kretzschmar 15                      | VfL Oldenburg Knippert 7                     | 11.11.2023 18:00 Uhr | 19.11.2023 16:30 Uhr | 55 : 44 |
| HSG Bensheim/Auerbach Kretzschmar 15                      | VfL Oldenburg Knippert 7                     | 27 : 19 (11 : 11)    | 28 : 25 (17 : 12)    | 55 : 44 |
| HSG Bensheim/Auerbach Kretzschmar 15                      | VfL Oldenburg Knippert 7                     | 1123 Zuschauer       | - Zuschauer          | 55 : 44 |
| Costa del Sol Málaga Arderíus Martin 17                   | København Håndbold Jørgensen 11              | 11.11.2023 18:00 Uhr | 19.11.2023 18:00 Uhr | 54 : 49 |
| Costa del Sol Málaga Arderíus Martin 17                   | København Håndbold Jørgensen 11              | 29 : 29 (16 : 14)    | 25 : 20 (14 : 08)    | 54 : 49 |
| Costa del Sol Málaga Arderíus Martin 17                   | København Håndbold Jørgensen 11              | 1200 Zuschauer       | 789 Zuschauer        | 54 : 49 |
| Spono Eagles Bucher 14                                    | ŽRK Podravka Koprivnica Barišić 12           | 18.11.2023 17:00 Uhr | 19.11.2023 12:00 Uhr | 43 : 58 |
| Spono Eagles Bucher 14                                    | ŽRK Podravka Koprivnica Barišić 12           | 17 : 26 (09 : 13)    | 26 : 32 (11 : 20)    | 43 : 58 |
| Spono Eagles Bucher 14                                    | ŽRK Podravka Koprivnica Barišić 12           | 1500 Zuschauer       | 1000 Zuschauer       | 43 : 58 |
| Neptunes de Nantes Horacek 16                             | Molde HK Alver 14                            | 12.11.2023 17:00 Uhr | 19.11.2023 17:00 Uhr | 75 : 52 |
| Neptunes de Nantes Horacek 16                             | Molde HK Alver 14                            | 45 : 28 (25 : 13)    | 30 : 24 (14 : 11)    | 75 : 52 |
| Neptunes de Nantes Horacek 16                             | Molde HK Alver 14                            | 2100 Zuschauer       | 350 Zuschauer        | 75 : 52 |
| ŽORK Jagodina Sukur 13                                    | MKS Lublin Balsam 14                         | 11.11.2023 19:00 Uhr | 19.11.2023 18:00 Uhr | 44 : 80 |
| ŽORK Jagodina Sukur 13                                    | MKS Lublin Balsam 14                         | 20 : 36 (08 : 15)    | 24 : 44 (12 : 24)    | 44 : 80 |
| ŽORK Jagodina Sukur 13                                    | MKS Lublin Balsam 14                         | 780 Zuschauer        | 2315 Zuschauer       | 44 : 80 |
| LC Brühl Handball Wolff 14                                | ŽRK Lokomotiva Zagreb Dramac, Trúnková je 9  | 11.11.2023 18:00 Uhr | 12.11.2023 16:00 Uhr | 43 : 53 |
| LC Brühl Handball Wolff 14                                | ŽRK Lokomotiva Zagreb Dramac, Trúnková je 9  | 23 : 28 (12 : 15)    | 20 : 25 (11 : 16)    | 43 : 53 |
| LC Brühl Handball Wolff 14                                | ŽRK Lokomotiva Zagreb Dramac, Trúnková je 9  | 376 Zuschauer        | 250 Zuschauer        | 43 : 53 |

## Gruppenphase
In der im Januar 2024 beginnenden Gruppenphase starten die zwölf Gewinner der 3. Runde sowie die vier gesetzten Mannschaften Nykøbing Falster Håndboldklub, Thüringer HC, CS Gloria 2018 Bistrița-Năsăud und Mosonmagyaróvári KC SE.

### Gruppe A
| Pl. | Verein                        | Sp. | S | U | N | Tore      | Diff. | Punkte |
| --- | ----------------------------- | --- | - | - | - | --------- | ----- | ------ |
| 1.  | Storhamar Håndball            | 6   | 5 | 0 | 1 | 0169:1380 | +31   | 010:20 |
| 2.  | ŽRK Podravka Koprivnica       | 6   | 3 | 1 | 2 | 0147:1480 | −1    | 07:50  |
| 3.  | Nykøbing Falster Håndboldklub | 6   | 2 | 0 | 4 | 0154:1550 | −1    | 04:80  |
| 4.  | Váci NKSE                     | 6   | 1 | 1 | 4 | 0147:1760 | −29   | 03:90  |

|  | Qualifikationsplatz für das Viertelfinale |

| 6. Januar 2024 18:00 Uhr | Nykøbing Falster Håndboldklub | 26:27   | Storhamar Håndball                    | Spar Nord Arena, Nykøbing Falster Zuschauer: 1678 Schiedsrichter: Fabryczny, Rawicki |
| 6. Januar 2024 18:00 Uhr | meiste Tore: Bardrum 10       | (10:12) | meiste Tore: Rivas Toft, Obaidli je 5 | Spar Nord Arena, Nykøbing Falster Zuschauer: 1678 Schiedsrichter: Fabryczny, Rawicki |
| 6. Januar 2024 18:00 Uhr | Spielbericht                  |         |                                       | Spar Nord Arena, Nykøbing Falster Zuschauer: 1678 Schiedsrichter: Fabryczny, Rawicki |

| 7. Januar 2024 18:00 Uhr | Váci NKSE                                   | 28:28   | ŽRK Podravka Koprivnica | Vác Város Sportcsarnoka, Vác Zuschauer: 600 Schiedsrichter: Jerlecki, Łabuń |
| 7. Januar 2024 18:00 Uhr | meiste Tore: Kuczora, Tyiskov-Helembai je 7 | (12:13) | meiste Tore: Barišić 9  | Vác Város Sportcsarnoka, Vác Zuschauer: 600 Schiedsrichter: Jerlecki, Łabuń |
| 7. Januar 2024 18:00 Uhr | Spielbericht                                |         |                         | Vác Város Sportcsarnoka, Vác Zuschauer: 600 Schiedsrichter: Jerlecki, Łabuń |

| 14. Januar 2024 14:00 Uhr | Storhamar Håndball      | 35:17   | Váci NKSE                | Boligpartner Arena, Hamar Zuschauer: 901 Schiedsrichter: Schaad, Müller |
| 14. Januar 2024 14:00 Uhr | meiste Tore: Löfqvist 7 | (16:10) | meiste Tore: Marincsák 6 | Boligpartner Arena, Hamar Zuschauer: 901 Schiedsrichter: Schaad, Müller |
| 14. Januar 2024 14:00 Uhr | Spielbericht            |         |                          | Boligpartner Arena, Hamar Zuschauer: 901 Schiedsrichter: Schaad, Müller |

| 14. Januar 2024 16:00 Uhr | ŽRK Podravka Koprivnica | 25:23  | Nykøbing Falster Håndboldklub | Školsko sportska dvorana Josip Samaržija - Bepo, Koprivnica Zuschauer: 1800 Schiedsrichter: Tzaferopoulos, Bethmann |
| 14. Januar 2024 16:00 Uhr | meiste Tore: Mamić 8    | (12:6) | meiste Tore: Obaidli 5        | Školsko sportska dvorana Josip Samaržija - Bepo, Koprivnica Zuschauer: 1800 Schiedsrichter: Tzaferopoulos, Bethmann |
| 14. Januar 2024 16:00 Uhr | Spielbericht            |        |                               | Školsko sportska dvorana Josip Samaržija - Bepo, Koprivnica Zuschauer: 1800 Schiedsrichter: Tzaferopoulos, Bethmann |

| 20. Januar 2024 16:00 Uhr | ŽRK Podravka Koprivnica | 23:19  | Storhamar Håndball     | Školsko sportska dvorana Josip Samaržija - Bepo, Koprivnica Schiedsrichter: P. Geraets, R. Geraets |
| 20. Januar 2024 16:00 Uhr | meiste Tore: Mamić 5    | (13:9) | meiste Tore: Obaidli 6 | Školsko sportska dvorana Josip Samaržija - Bepo, Koprivnica Schiedsrichter: P. Geraets, R. Geraets |
| 20. Januar 2024 16:00 Uhr | Spielbericht            |        |                        | Školsko sportska dvorana Josip Samaržija - Bepo, Koprivnica Schiedsrichter: P. Geraets, R. Geraets |

| 21. Januar 2024 14:00 Uhr | Váci NKSE              | 27:24   | Nykøbing Falster Håndboldklub | Vác Város Sportcsarnoka, Vác Zuschauer: 600 Schiedsrichter: Pîrvu, Potîrniche |
| 21. Januar 2024 14:00 Uhr | meiste Tore: Kuczora 9 | (13:11) | meiste Tore: Madsen 7         | Vác Város Sportcsarnoka, Vác Zuschauer: 600 Schiedsrichter: Pîrvu, Potîrniche |
| 21. Januar 2024 14:00 Uhr | Spielbericht           |         |                               | Vác Város Sportcsarnoka, Vác Zuschauer: 600 Schiedsrichter: Pîrvu, Potîrniche |

| 4. Februar 2024 16:00 Uhr | Storhamar Håndball     | 31:22   | ŽRK Podravka Koprivnica | Boligpartner Arena, Hamar Zuschauer: 1434 Schiedsrichter: Picard, Vauchez |
| 4. Februar 2024 16:00 Uhr | meiste Tore: Obaidli 8 | (19:11) | meiste Tore: Pandza 5   | Boligpartner Arena, Hamar Zuschauer: 1434 Schiedsrichter: Picard, Vauchez |
| 4. Februar 2024 16:00 Uhr | Spielbericht           |         |                         | Boligpartner Arena, Hamar Zuschauer: 1434 Schiedsrichter: Picard, Vauchez |

| 4. Februar 2024 18:00 Uhr | Nykøbing Falster Håndboldklub | 32:27   | Váci NKSE             | Spar Nord Arena, Nykøbing Falster Zuschauer: 1189 Schiedsrichter: Rauchs, Linster |
| 4. Februar 2024 18:00 Uhr | meiste Tore: Wulff 6          | (17:15) | meiste Tore: Csíkos 8 | Spar Nord Arena, Nykøbing Falster Zuschauer: 1189 Schiedsrichter: Rauchs, Linster |
| 4. Februar 2024 18:00 Uhr | Spielbericht                  |         |                       | Spar Nord Arena, Nykøbing Falster Zuschauer: 1189 Schiedsrichter: Rauchs, Linster |

| 11. Februar 2024 14:00 Uhr | ŽRK Podravka Koprivnica | 27:24  | Váci NKSE               | Školsko sportska dvorana Josip Samaržija - Bepo, Koprivnica Zuschauer: 1400 Schiedsrichter: Radčenko, Pērsis |
| 11. Februar 2024 14:00 Uhr | meiste Tore: Pandza 7   | (13:9) | meiste Tore: Kuczora 10 | Školsko sportska dvorana Josip Samaržija - Bepo, Koprivnica Zuschauer: 1400 Schiedsrichter: Radčenko, Pērsis |
| 11. Februar 2024 14:00 Uhr | Spielbericht            |        |                         | Školsko sportska dvorana Josip Samaržija - Bepo, Koprivnica Zuschauer: 1400 Schiedsrichter: Radčenko, Pērsis |

| 11. Februar 2024 16:00 Uhr | Storhamar Håndball        | 27:26   | Nykøbing Falster Håndboldklub                       | Boligpartner Arena, Hamar Zuschauer: 1108 Schiedsrichter: Þrastarson, Pétursson |
| 11. Februar 2024 16:00 Uhr | meiste Tore: Rivas Toft 6 | (15:15) | meiste Tore: Skovlund Schmidt, Nolsøe, Obaidli je 4 | Boligpartner Arena, Hamar Zuschauer: 1108 Schiedsrichter: Þrastarson, Pétursson |
| 11. Februar 2024 16:00 Uhr | Spielbericht              |         |                                                     | Boligpartner Arena, Hamar Zuschauer: 1108 Schiedsrichter: Þrastarson, Pétursson |

| 17. Februar 2024 16:00 Uhr | Nykøbing Falster Håndboldklub | 23:22  | ŽRK Podravka Koprivnica | Spar Nord Arena, Nykøbing Falster Zuschauer: 1050 Schiedsrichter: S. Jontschew, Z. Jontschew |
| 17. Februar 2024 16:00 Uhr | meiste Tore: Bardrum 5        | (12:9) | meiste Tore: Pandza 6   | Spar Nord Arena, Nykøbing Falster Zuschauer: 1050 Schiedsrichter: S. Jontschew, Z. Jontschew |
| 17. Februar 2024 16:00 Uhr | Spielbericht                  |        |                         | Spar Nord Arena, Nykøbing Falster Zuschauer: 1050 Schiedsrichter: S. Jontschew, Z. Jontschew |

| 18. Februar 2024 14:00 Uhr | Váci NKSE              | 24:30   | Storhamar Håndball     | Vác Város Sportcsarnoka, Vác Zuschauer: 500 Schiedsrichter: Jović, Arnautović |
| 18. Februar 2024 14:00 Uhr | meiste Tore: Kuczora 6 | (13:15) | meiste Tore: Obaidli 8 | Vác Város Sportcsarnoka, Vác Zuschauer: 500 Schiedsrichter: Jović, Arnautović |
| 18. Februar 2024 14:00 Uhr | Spielbericht           |         |                        | Vác Város Sportcsarnoka, Vác Zuschauer: 500 Schiedsrichter: Jović, Arnautović |

### Gruppe B
| Pl. | Verein                     | Sp. | S | U | N | Tore      | Diff. | Punkte |
| --- | -------------------------- | --- | - | - | - | --------- | ----- | ------ |
| 1.  | HC Dunărea Brăila          | 6   | 5 | 0 | 1 | 0176:1500 | +26   | 010:20 |
| 2.  | Thüringer HC               | 6   | 5 | 0 | 1 | 0173:1460 | +27   | 010:20 |
| 3.  | Chambray Touraine Handball | 6   | 2 | 0 | 4 | 0143:1590 | −16   | 04:80  |
| 4.  | ŽRK Lokomotiva Zagreb      | 6   | 0 | 0 | 6 | 0140:1770 | −37   | 00:120 |

|  | Qualifikationsplatz für das Viertelfinale |

| 6. Januar 2024 16:00 Uhr | ŽRK Lokomotiva Zagreb | 21:28   | Thüringer HC                           | Športska dvorana Sutinska vrela, Zagreb Zuschauer: 500 Schiedsrichter: Merisi, Pepe |
| 6. Januar 2024 16:00 Uhr | meiste Tore: Dramac 5 | (13:13) | meiste Tore: Pichlmeier, Reichert je 7 | Športska dvorana Sutinska vrela, Zagreb Zuschauer: 500 Schiedsrichter: Merisi, Pepe |
| 6. Januar 2024 16:00 Uhr | Spielbericht          |         |                                        | Športska dvorana Sutinska vrela, Zagreb Zuschauer: 500 Schiedsrichter: Merisi, Pepe |

| 7. Januar 2024 14:00 Uhr | HC Dunărea Brăila      | 27:21   | Chambray Touraine Handball                     | Sala Sporturilor Romeo Iamandi, Buzău Zuschauer: 1200 Schiedsrichter: Borge, Nygren |
| 7. Januar 2024 14:00 Uhr | meiste Tore: Kanawal 6 | (11:11) | meiste Tore: van der Heijden, Stoiljković je 4 | Sala Sporturilor Romeo Iamandi, Buzău Zuschauer: 1200 Schiedsrichter: Borge, Nygren |
| 7. Januar 2024 14:00 Uhr | Spielbericht           |         |                                                | Sala Sporturilor Romeo Iamandi, Buzău Zuschauer: 1200 Schiedsrichter: Borge, Nygren |

| 13. Januar 2024 18:00 Uhr | Chambray Touraine Handball                 | 27:25   | ŽRK Lokomotiva Zagreb   | La Fontaine Blanche, Chambray-lès-Tours Schiedsrichter: Panayides, Andreou |
| 13. Januar 2024 18:00 Uhr | meiste Tore: Modenel, van der Heijden je 5 | (13:11) | meiste Tore: Sedloska 6 | La Fontaine Blanche, Chambray-lès-Tours Schiedsrichter: Panayides, Andreou |
| 13. Januar 2024 18:00 Uhr | Spielbericht                               |         |                         | La Fontaine Blanche, Chambray-lès-Tours Schiedsrichter: Panayides, Andreou |

| 13. Januar 2024 18:00 Uhr | Thüringer HC             | 32:28   | HC Dunărea Brăila       | Salza-Halle, Bad Langensalza Zuschauer: 1300 Schiedsrichter: Schols , Martens |
| 13. Januar 2024 18:00 Uhr | meiste Tore: Reichert 13 | (16:11) | meiste Tore: González 6 | Salza-Halle, Bad Langensalza Zuschauer: 1300 Schiedsrichter: Schols , Martens |
| 13. Januar 2024 18:00 Uhr | Spielbericht             |         |                         | Salza-Halle, Bad Langensalza Zuschauer: 1300 Schiedsrichter: Schols , Martens |

| 21. Januar 2024 16:00 Uhr | Chambray Touraine Handball | 25:32   | Thüringer HC        | La Fontaine Blanche, Chambray-lès-Tours Zuschauer: 800 Schiedsrichter: Kinnari, Skogberg |
| 21. Januar 2024 16:00 Uhr | meiste Tore: Modenel 9     | (16:15) | meiste Tore: Lott 9 | La Fontaine Blanche, Chambray-lès-Tours Zuschauer: 800 Schiedsrichter: Kinnari, Skogberg |
| 21. Januar 2024 16:00 Uhr | Spielbericht               |         |                     | La Fontaine Blanche, Chambray-lès-Tours Zuschauer: 800 Schiedsrichter: Kinnari, Skogberg |

| 21. Januar 2024 18:00 Uhr | ŽRK Lokomotiva Zagreb  | 29:30   | HC Dunărea Brăila       | Športska dvorana Sutinska vrela, Zagreb Zuschauer: 350 Schiedsrichter: Hansen, Jensen |
| 21. Januar 2024 18:00 Uhr | meiste Tore: Prkačin 6 | (16:16) | meiste Tore: Živković 8 | Športska dvorana Sutinska vrela, Zagreb Zuschauer: 350 Schiedsrichter: Hansen, Jensen |
| 21. Januar 2024 18:00 Uhr | Spielbericht           |         |                         | Športska dvorana Sutinska vrela, Zagreb Zuschauer: 350 Schiedsrichter: Hansen, Jensen |

| 3. Februar 2024 18:00 Uhr | Thüringer HC             | 29:22  | Chambray Touraine Handball                         | Salza-Halle, Bad Langensalza Zuschauer: 1150 Schiedsrichter: Watson, Welin |
| 3. Februar 2024 18:00 Uhr | meiste Tore: Reichert 11 | (14:9) | meiste Tore: van der Heijden, Mielke-Offendal je 4 | Salza-Halle, Bad Langensalza Zuschauer: 1150 Schiedsrichter: Watson, Welin |
| 3. Februar 2024 18:00 Uhr | Spielbericht             |        |                                                    | Salza-Halle, Bad Langensalza Zuschauer: 1150 Schiedsrichter: Watson, Welin |

| 4. Februar 2024 14:00 Uhr | HC Dunărea Brăila       | 34:26   | ŽRK Lokomotiva Zagreb | Sala Sporturilor Romeo Iamandi, Buzău Zuschauer: 1200 Schiedsrichter: Fotakidis, Kinatzidis |
| 4. Februar 2024 14:00 Uhr | meiste Tore: Liščević 7 | (19:15) | meiste Tore: Dramac 8 | Sala Sporturilor Romeo Iamandi, Buzău Zuschauer: 1200 Schiedsrichter: Fotakidis, Kinatzidis |
| 4. Februar 2024 14:00 Uhr | Spielbericht            |         |                       | Sala Sporturilor Romeo Iamandi, Buzău Zuschauer: 1200 Schiedsrichter: Fotakidis, Kinatzidis |

| 10. Februar 2024 18:00 Uhr | ŽRK Lokomotiva Zagreb | 22:29   | Chambray Touraine Handball | Športska dvorana Sutinska vrela, Zagreb Zuschauer: 200 Schiedsrichter: Simone, Monitillo |
| 10. Februar 2024 18:00 Uhr | meiste Tore: Dramac 4 | (11:12) | meiste Tore: Puleri 7      | Športska dvorana Sutinska vrela, Zagreb Zuschauer: 200 Schiedsrichter: Simone, Monitillo |
| 10. Februar 2024 18:00 Uhr | Spielbericht          |         |                            | Športska dvorana Sutinska vrela, Zagreb Zuschauer: 200 Schiedsrichter: Simone, Monitillo |

| 10. Februar 2024 18:00 Uhr | HC Dunărea Brăila                 | 33:23   | Thüringer HC                 | Sala Sporturilor Romeo Iamandi, Buzău Zuschauer: 1580 Schiedsrichter: Fahner, Kubis |
| 10. Februar 2024 18:00 Uhr | meiste Tore: Ježić, da Rocha je 6 | (16:12) | meiste Tore: Stockschläder 5 | Sala Sporturilor Romeo Iamandi, Buzău Zuschauer: 1580 Schiedsrichter: Fahner, Kubis |
| 10. Februar 2024 18:00 Uhr | Spielbericht                      |         |                              | Sala Sporturilor Romeo Iamandi, Buzău Zuschauer: 1580 Schiedsrichter: Fahner, Kubis |

| 17. Februar 2024 20:00 Uhr | Chambray Touraine Handball     | 19:24   | HC Dunărea Brăila       | La Fontaine Blanche, Chambray-lès-Tours Zuschauer: 752 Schiedsrichter: Cipov, Klus |
| 17. Februar 2024 20:00 Uhr | meiste Tore: van der Heijden 5 | (10:14) | meiste Tore: da Rocha 6 | La Fontaine Blanche, Chambray-lès-Tours Zuschauer: 752 Schiedsrichter: Cipov, Klus |
| 17. Februar 2024 20:00 Uhr | Spielbericht                   |         |                         | La Fontaine Blanche, Chambray-lès-Tours Zuschauer: 752 Schiedsrichter: Cipov, Klus |

| 18. Februar 2024 14:00 Uhr | Thüringer HC              | 29:17   | ŽRK Lokomotiva Zagreb | Salza-Halle, Bad Langensalza Zuschauer: 999 Schiedsrichter: Oyarzun Aylagas, Zaragüeta Ruiz |
| 18. Februar 2024 14:00 Uhr | meiste Tore: Pichlmeier 6 | (13:10) | meiste Tore: Malec 6  | Salza-Halle, Bad Langensalza Zuschauer: 999 Schiedsrichter: Oyarzun Aylagas, Zaragüeta Ruiz |
| 18. Februar 2024 14:00 Uhr | Spielbericht              |         |                       | Salza-Halle, Bad Langensalza Zuschauer: 999 Schiedsrichter: Oyarzun Aylagas, Zaragüeta Ruiz |

### Gruppe C
| Pl. | Verein                         | Sp. | S | U | N | Tore      | Diff. | Punkte |
| --- | ------------------------------ | --- | - | - | - | --------- | ----- | ------ |
| 1.  | CS Gloria 2018 Bistrița-Năsăud | 6   | 5 | 1 | 0 | 0176:1480 | +28   | 011:10 |
| 2.  | Neptunes de Nantes             | 6   | 3 | 1 | 2 | 0190:1710 | +19   | 07:50  |
| 3.  | HSG Bensheim/Auerbach          | 6   | 2 | 0 | 4 | 0182:2000 | −18   | 04:80  |
| 4.  | MKS Lublin                     | 6   | 1 | 0 | 5 | 0166:1950 | −29   | 02:100 |

|  | Qualifikationsplatz für das Viertelfinale |

| 6. Januar 2024 14:00 Uhr | CS Gloria 2018 Bistrița-Năsăud   | 26:23   | MKS Lublin                              | TeraPlast Arena, Bistrița Zuschauer: 2690 Schiedsrichter: Bočáková, Jánošíková |
| 6. Januar 2024 14:00 Uhr | meiste Tore: Mbengue Rodríguez 8 | (13:10) | meiste Tore: Płomińska, Więckowska je 4 | TeraPlast Arena, Bistrița Zuschauer: 2690 Schiedsrichter: Bočáková, Jánošíková |
| 6. Januar 2024 14:00 Uhr | Spielbericht                     |         |                                         | TeraPlast Arena, Bistrița Zuschauer: 2690 Schiedsrichter: Bočáková, Jánošíková |

| 7. Januar 2024 18:00 Uhr | Neptunes de Nantes     | 39:27   | HSG Bensheim/Auerbach      | Complexe Sportif Mangin Beaulieu, Nantes Zuschauer: 2414 Schiedsrichter: Hansen, Jensen |
| 7. Januar 2024 18:00 Uhr | meiste Tore: Horacek 6 | (19:12) | meiste Tore: Kretzschmar 8 | Complexe Sportif Mangin Beaulieu, Nantes Zuschauer: 2414 Schiedsrichter: Hansen, Jensen |
| 7. Januar 2024 18:00 Uhr | Spielbericht           |         |                            | Complexe Sportif Mangin Beaulieu, Nantes Zuschauer: 2414 Schiedsrichter: Hansen, Jensen |

| 13. Januar 2024 16:00 Uhr | HSG Bensheim/Auerbach      | 27:35   | CS Gloria 2018 Bistrița-Năsăud    | Untermainhalle, Elsenfeld Zuschauer: 866 Schiedsrichter: Andorka, Hucker |
| 13. Januar 2024 16:00 Uhr | meiste Tore: Kretzschmar 6 | (15:21) | meiste Tore: Araújo, Bazaliu je 7 | Untermainhalle, Elsenfeld Zuschauer: 866 Schiedsrichter: Andorka, Hucker |
| 13. Januar 2024 16:00 Uhr | Spielbericht               |         |                                   | Untermainhalle, Elsenfeld Zuschauer: 866 Schiedsrichter: Andorka, Hucker |

| 13. Januar 2024 16:00 Uhr | MKS Lublin            | 29:34   | Neptunes de Nantes     | Hala Sportowo-Widowiskowa Globus, Lublin Zuschauer: 2623 Schiedsrichter: Bozhinovski, Nachevski |
| 13. Januar 2024 16:00 Uhr | meiste Tore: Roszak 7 | (14:16) | meiste Tore: Ardouin 6 | Hala Sportowo-Widowiskowa Globus, Lublin Zuschauer: 2623 Schiedsrichter: Bozhinovski, Nachevski |
| 13. Januar 2024 16:00 Uhr | Spielbericht          |         |                        | Hala Sportowo-Widowiskowa Globus, Lublin Zuschauer: 2623 Schiedsrichter: Bozhinovski, Nachevski |

| 20. Januar 2024 16:00 Uhr | HSG Bensheim/Auerbach | 35:29   | MKS Lublin                       | Untermainhalle, Elsenfeld Zuschauer: 735 Schiedsrichter: Ivanović, Vujisić |
| 20. Januar 2024 16:00 Uhr | meiste Tore: Dekker 8 | (17:15) | meiste Tore: 4 Spielerinnen je 4 | Untermainhalle, Elsenfeld Zuschauer: 735 Schiedsrichter: Ivanović, Vujisić |
| 20. Januar 2024 16:00 Uhr | Spielbericht          |         |                                  | Untermainhalle, Elsenfeld Zuschauer: 735 Schiedsrichter: Ivanović, Vujisić |

| 20. Januar 2024 16:00 Uhr | CS Gloria 2018 Bistrița-Năsăud | 19:19  | Neptunes de Nantes     | TeraPlast Arena, Bistrița Zuschauer: 2700 Schiedsrichter: Arnautović, Jović |
| 20. Januar 2024 16:00 Uhr | meiste Tore: Bazaliu 5         | (11:9) | meiste Tore: Horacek 5 | TeraPlast Arena, Bistrița Zuschauer: 2700 Schiedsrichter: Arnautović, Jović |
| 20. Januar 2024 16:00 Uhr | Spielbericht                   |        |                        | TeraPlast Arena, Bistrița Zuschauer: 2700 Schiedsrichter: Arnautović, Jović |

| 3. Februar 2024 16:00 Uhr | MKS Lublin                | 34:32   | HSG Bensheim/Auerbach | Hala Sportowo-Widowiskowa Globus, Lublin Zuschauer: 2150 Schiedsrichter: Panayides, Andreou |
| 3. Februar 2024 16:00 Uhr | meiste Tore: Więckowska 9 | (19:17) | meiste Tore: Dekker 8 | Hala Sportowo-Widowiskowa Globus, Lublin Zuschauer: 2150 Schiedsrichter: Panayides, Andreou |
| 3. Februar 2024 16:00 Uhr | Spielbericht              |         |                       | Hala Sportowo-Widowiskowa Globus, Lublin Zuschauer: 2150 Schiedsrichter: Panayides, Andreou |

| 4. Februar 2024 18:00 Uhr | Neptunes de Nantes     | 29:34   | CS Gloria 2018 Bistrița-Năsăud | Complexe Sportif Mangin Beaulieu, Nantes Zuschauer: 2121 Schiedsrichter: Schols , Martens |
| 4. Februar 2024 18:00 Uhr | meiste Tore: Horacek 8 | (14:16) | meiste Tore: Bazaliu 10        | Complexe Sportif Mangin Beaulieu, Nantes Zuschauer: 2121 Schiedsrichter: Schols , Martens |
| 4. Februar 2024 18:00 Uhr | Spielbericht           |         |                                | Complexe Sportif Mangin Beaulieu, Nantes Zuschauer: 2121 Schiedsrichter: Schols , Martens |

| 10. Februar 2024 16:00 Uhr | HSG Bensheim/Auerbach       | 37:30   | Neptunes de Nantes               | Untermainhalle, Elsenfeld Zuschauer: 681 Schiedsrichter: Pukšič, Satler |
| 10. Februar 2024 16:00 Uhr | meiste Tore: Kretzschmar 13 | (19:19) | meiste Tore: Sajka, Horacek je 6 | Untermainhalle, Elsenfeld Zuschauer: 681 Schiedsrichter: Pukšič, Satler |
| 10. Februar 2024 16:00 Uhr | Spielbericht                |         |                                  | Untermainhalle, Elsenfeld Zuschauer: 681 Schiedsrichter: Pukšič, Satler |

| 10. Februar 2024 20:00 Uhr | MKS Lublin                         | 26:29   | CS Gloria 2018 Bistrița-Năsăud | Hala Sportowo-Widowiskowa Globus, Lublin Zuschauer: 1488 Schiedsrichter: Borge, Nygren |
| 10. Februar 2024 20:00 Uhr | meiste Tore: Balsam, Kovářová je 4 | (12:18) | meiste Tore: Laslo 9           | Hala Sportowo-Widowiskowa Globus, Lublin Zuschauer: 1488 Schiedsrichter: Borge, Nygren |
| 10. Februar 2024 20:00 Uhr | Spielbericht                       |         |                                | Hala Sportowo-Widowiskowa Globus, Lublin Zuschauer: 1488 Schiedsrichter: Borge, Nygren |

| 17. Februar 2024 18:00 Uhr | CS Gloria 2018 Bistrița-Năsăud | 33:24   | HSG Bensheim/Auerbach | TeraPlast Arena, Bistrița Zuschauer: 2900 Schiedsrichter: Jakovljević, Kovačević Sando |
| 17. Februar 2024 18:00 Uhr | meiste Tore: Seraficeanu 13    | (18:16) | meiste Tore: Dekker 6 | TeraPlast Arena, Bistrița Zuschauer: 2900 Schiedsrichter: Jakovljević, Kovačević Sando |
| 17. Februar 2024 18:00 Uhr | Spielbericht                   |         |                       | TeraPlast Arena, Bistrița Zuschauer: 2900 Schiedsrichter: Jakovljević, Kovačević Sando |

| 18. Februar 2024 16:00 Uhr | Neptunes de Nantes    | 39:25   | MKS Lublin                       | Complexe Sportif Mangin Beaulieu, Nantes Zuschauer: 2351 Schiedsrichter: Weber, Weinquin |
| 18. Februar 2024 16:00 Uhr | meiste Tore: Fauske 9 | (19:15) | meiste Tore: 4 Spielerinnen je 4 | Complexe Sportif Mangin Beaulieu, Nantes Zuschauer: 2351 Schiedsrichter: Weber, Weinquin |
| 18. Februar 2024 16:00 Uhr | Spielbericht          |         |                                  | Complexe Sportif Mangin Beaulieu, Nantes Zuschauer: 2351 Schiedsrichter: Weber, Weinquin |

### Gruppe D
| Pl. | Verein                 | Sp. | S | U | N | Tore      | Diff. | Punkte |
| --- | ---------------------- | --- | - | - | - | --------- | ----- | ------ |
| 1.  | Sola HK                | 6   | 5 | 0 | 1 | 0195:1640 | +31   | 010:20 |
| 2.  | Mosonmagyaróvári KC SE | 6   | 4 | 0 | 2 | 0167:1610 | +6    | 08:40  |
| 3.  | Costa del Sol Málaga   | 6   | 3 | 0 | 3 | 0170:1640 | +6    | 06:60  |
| 4.  | CSM Târgu Jiu          | 6   | 0 | 0 | 6 | 0148:1910 | −43   | 00:120 |

|  | Qualifikationsplatz für das Viertelfinale |

| 6. Januar 2024 20:00 Uhr | Mosonmagyaróvári KC SE                       | 33:27   | CSM Târgu Jiu           | UFM Aréna, Mosonmagyaróvár Zuschauer: 1000 Schiedsrichter: Þrastarson, Pétursson |
| 6. Januar 2024 20:00 Uhr | meiste Tore: E. Tóth, Stranigg, G. Tóth je 7 | (16:14) | meiste Tore: Moldovan 5 | UFM Aréna, Mosonmagyaróvár Zuschauer: 1000 Schiedsrichter: Þrastarson, Pétursson |
| 6. Januar 2024 20:00 Uhr | Spielbericht                                 |         |                         | UFM Aréna, Mosonmagyaróvár Zuschauer: 1000 Schiedsrichter: Þrastarson, Pétursson |

| 7. Januar 2024 18:00 Uhr | Costa del Sol Málaga  | 22:26   | Sola HK              | Palacio de Deportes José María Martín Carpena, Málaga Zuschauer: 2212 Schiedsrichter: Mikelić, Parađina |
| 7. Januar 2024 18:00 Uhr | meiste Tore: Bitolo 6 | (13:15) | meiste Tore: Novak 6 | Palacio de Deportes José María Martín Carpena, Málaga Zuschauer: 2212 Schiedsrichter: Mikelić, Parađina |
| 7. Januar 2024 18:00 Uhr | Spielbericht          |         |                      | Palacio de Deportes José María Martín Carpena, Málaga Zuschauer: 2212 Schiedsrichter: Mikelić, Parađina |

| 14. Januar 2024 12:00 Uhr | CSM Târgu Jiu                     | 25:35   | Costa del Sol Málaga | Sala Sporturilor din Târgu Jiu, Târgu Jiu Zuschauer: 1000 Schiedsrichter: Pagh, Thygesen |
| 14. Januar 2024 12:00 Uhr | meiste Tore: Gavrilă, Ciolan je 6 | (13:16) | meiste Tore: Doiro 8 | Sala Sporturilor din Târgu Jiu, Târgu Jiu Zuschauer: 1000 Schiedsrichter: Pagh, Thygesen |
| 14. Januar 2024 12:00 Uhr | Spielbericht                      |         |                      | Sala Sporturilor din Târgu Jiu, Târgu Jiu Zuschauer: 1000 Schiedsrichter: Pagh, Thygesen |

| 14. Januar 2024 18:00 Uhr | Sola HK              | 28:32   | Mosonmagyaróvári KC SE             | Stavanger Idrettshall, Stavanger Zuschauer: 1150 Schiedsrichter: Cipov, Klus |
| 14. Januar 2024 18:00 Uhr | meiste Tore: Holta 6 | (13:16) | meiste Tore: E. Tóth, Pásztor je 7 | Stavanger Idrettshall, Stavanger Zuschauer: 1150 Schiedsrichter: Cipov, Klus |
| 14. Januar 2024 18:00 Uhr | Spielbericht         |         |                                    | Stavanger Idrettshall, Stavanger Zuschauer: 1150 Schiedsrichter: Cipov, Klus |

| 20. Januar 2024 18:00 Uhr | Sola HK                            | 40:29   | CSM Târgu Jiu          | Stavanger Idrettshall, Stavanger Zuschauer: 1235 Schiedsrichter: Merisi, Pepe |
| 20. Januar 2024 18:00 Uhr | meiste Tore: Kristiansen Tveiten 8 | (23:10) | meiste Tore: Gavrilă 8 | Stavanger Idrettshall, Stavanger Zuschauer: 1235 Schiedsrichter: Merisi, Pepe |
| 20. Januar 2024 18:00 Uhr | Spielbericht                       |         |                        | Stavanger Idrettshall, Stavanger Zuschauer: 1235 Schiedsrichter: Merisi, Pepe |

| 21. Januar 2024 18:00 Uhr | Costa del Sol Málaga  | 29:26   | Mosonmagyaróvári KC SE           | Palacio de Deportes José María Martín Carpena, Málaga Zuschauer: 3056 Schiedsrichter: Charitsos, Naskos |
| 21. Januar 2024 18:00 Uhr | meiste Tore: Bitolo 8 | (16:12) | meiste Tore: 4 Spielerinnen je 4 | Palacio de Deportes José María Martín Carpena, Málaga Zuschauer: 3056 Schiedsrichter: Charitsos, Naskos |
| 21. Januar 2024 18:00 Uhr | Spielbericht          |         |                                  | Palacio de Deportes José María Martín Carpena, Málaga Zuschauer: 3056 Schiedsrichter: Charitsos, Naskos |

| 3. Februar 2024 16:00 Uhr | Mosonmagyaróvári KC SE | 25:23   | Costa del Sol Málaga           | UFM Aréna, Mosonmagyaróvár Zuschauer: 1100 Schiedsrichter: Maia, Nunes |
| 3. Februar 2024 16:00 Uhr | meiste Tore: E. Tóth 7 | (14:11) | meiste Tore: Arderíus Martin 6 | UFM Aréna, Mosonmagyaróvár Zuschauer: 1100 Schiedsrichter: Maia, Nunes |
| 3. Februar 2024 16:00 Uhr | Spielbericht           |         |                                | UFM Aréna, Mosonmagyaróvár Zuschauer: 1100 Schiedsrichter: Maia, Nunes |

| 3. Februar 2024 16:00 Uhr | CSM Târgu Jiu          | 21:31  | Sola HK                                       | Sala Sporturilor din Târgu Jiu, Târgu Jiu Zuschauer: 700 Schiedsrichter: Me. Ilievski, Mi. Ilievski |
| 3. Februar 2024 16:00 Uhr | meiste Tore: Gavrilă 5 | (9:18) | meiste Tore: Kristiansen Tveiten, Herrem je 6 | Sala Sporturilor din Târgu Jiu, Târgu Jiu Zuschauer: 700 Schiedsrichter: Me. Ilievski, Mi. Ilievski |
| 3. Februar 2024 16:00 Uhr | Spielbericht           |        |                                               | Sala Sporturilor din Târgu Jiu, Târgu Jiu Zuschauer: 700 Schiedsrichter: Me. Ilievski, Mi. Ilievski |

| 10. Februar 2024 20:00 Uhr | Mosonmagyaróvári KC SE  | 29:34   | Sola HK               | UFM Aréna, Mosonmagyaróvár Zuschauer: 1000 Schiedsrichter: Härgin, Makejev |
| 10. Februar 2024 20:00 Uhr | meiste Tore: E. Tóth 10 | (16:22) | meiste Tore: Herrem 9 | UFM Aréna, Mosonmagyaróvár Zuschauer: 1000 Schiedsrichter: Härgin, Makejev |
| 10. Februar 2024 20:00 Uhr | Spielbericht            |         |                       | UFM Aréna, Mosonmagyaróvár Zuschauer: 1000 Schiedsrichter: Härgin, Makejev |

| 11. Februar 2024 18:00 Uhr | Costa del Sol Málaga           | 30:26   | CSM Târgu Jiu            | Pabellón Polideportivo Municipal Fernando Argüelles, Antequera Zuschauer: 1120 Schiedsrichter: Klompers, Stobbe |
| 11. Februar 2024 18:00 Uhr | meiste Tore: Arderíus Martin 7 | (16:13) | meiste Tore: Chiricuță 5 | Pabellón Polideportivo Municipal Fernando Argüelles, Antequera Zuschauer: 1120 Schiedsrichter: Klompers, Stobbe |
| 11. Februar 2024 18:00 Uhr | Spielbericht                   |         |                          | Pabellón Polideportivo Municipal Fernando Argüelles, Antequera Zuschauer: 1120 Schiedsrichter: Klompers, Stobbe |

| 17. Februar 2024 16:00 Uhr | Sola HK              | 36:31   | Costa del Sol Málaga           | Stavanger Idrettshall, Stavanger Zuschauer: 1086 Schiedsrichter: P. Geraets, R. Geraets |
| 17. Februar 2024 16:00 Uhr | meiste Tore: Novak 8 | (18:15) | meiste Tore: Bravo Baldomero 6 | Stavanger Idrettshall, Stavanger Zuschauer: 1086 Schiedsrichter: P. Geraets, R. Geraets |
| 17. Februar 2024 16:00 Uhr | Spielbericht         |         |                                | Stavanger Idrettshall, Stavanger Zuschauer: 1086 Schiedsrichter: P. Geraets, R. Geraets |

| 18. Februar 2024 18:00 Uhr | CSM Târgu Jiu                     | 20:22   | Mosonmagyaróvári KC SE             | Sala Sporturilor din Târgu Jiu, Târgu Jiu Zuschauer: 450 Schiedsrichter: Rudinský, Mandák |
| 18. Februar 2024 18:00 Uhr | meiste Tore: Gavrilă, Ciolan je 5 | (10:10) | meiste Tore: E. Tóth, Pásztor je 4 | Sala Sporturilor din Târgu Jiu, Târgu Jiu Zuschauer: 450 Schiedsrichter: Rudinský, Mandák |
| 18. Februar 2024 18:00 Uhr | Spielbericht                      |         |                                    | Sala Sporturilor din Târgu Jiu, Târgu Jiu Zuschauer: 450 Schiedsrichter: Rudinský, Mandák |

## Viertelfinale
Es nehmen acht Mannschaften am Viertelfinale teil. Die Gewinner werden in einem Hin- und Rückspiel ermittelt.
Qualifizierte Teams:
| - Thüringer HC - Neptunes de Nantes - ŽRK Podravka Koprivnica - Mosonmagyaróvári KC SE | - Sola HK - Storhamar Håndball - CS Gloria 2018 Bistrița-Năsăud - HC Dunărea Brăila |

| Mannschaft 1                               | Mannschaft 2                            | Hinspiel             | Rückspiel            | Gesamt  |
| ------------------------------------------ | --------------------------------------- | -------------------- | -------------------- | ------- |
| ŽRK Podravka Koprivnica Mamić 13           | HC Dunărea Brăila Ježić 15              | 16.03.2024 16:00 Uhr | 24.03.2024 18:00 Uhr | 51 : 58 |
| ŽRK Podravka Koprivnica Mamić 13           | HC Dunărea Brăila Ježić 15              | 26 : 32 (13 : 21)    | 25 : 26 (12 : 10)    | 51 : 58 |
| ŽRK Podravka Koprivnica Mamić 13           | HC Dunărea Brăila Ježić 15              | 1200 Zuschauer       | 1700 Zuschauer       | 51 : 58 |
| Mosonmagyaróvári KC SE Lancz 11            | CS Gloria 2018 Bistrița-Năsăud Laslo 17 | 16.03.2024 20:00 Uhr | 23.03.2024 14:00 Uhr | 55 : 59 |
| Mosonmagyaróvári KC SE Lancz 11            | CS Gloria 2018 Bistrița-Năsăud Laslo 17 | 30 : 32 (12 : 14)    | 25 : 27 (15 : 15)    | 55 : 59 |
| Mosonmagyaróvári KC SE Lancz 11            | CS Gloria 2018 Bistrița-Năsăud Laslo 17 | 1001 Zuschauer       | 3000 Zuschauer       | 55 : 59 |
| Thüringer HC Rode 11                       | Storhamar Håndball Obaidli 19           | 17.03.2024 16:00 Uhr | 23.03.2024 16:00 Uhr | 61 : 72 |
| Thüringer HC Rode 11                       | Storhamar Håndball Obaidli 19           | 35 : 39 (17 : 19)    | 26 : 33 (09 : 15)    | 61 : 72 |
| Thüringer HC Rode 11                       | Storhamar Håndball Obaidli 19           | 1400 Zuschauer       | 1321 Zuschauer       | 61 : 72 |
| Les Neptunes de Nantes Sajka, Dupuis je 10 | Sola HK Holta 14                        | 17.03.2024 18:00 Uhr | 24.03.2024 16:00 Uhr | 70 : 57 |
| Les Neptunes de Nantes Sajka, Dupuis je 10 | Sola HK Holta 14                        | 31 : 27 (16 : 15)    | 39 : 30 (17 : 10)    | 70 : 57 |
| Les Neptunes de Nantes Sajka, Dupuis je 10 | Sola HK Holta 14                        | 1827 Zuschauer       | 1530 Zuschauer       | 70 : 57 |

## Final 4
Am Wochenende 11./12. Mai 2024 fanden in Graz die Finalspiele (Final 4) der Saison 2023/2024 statt.

### Halbfinale
Im Halbfinale traten die vier Sieger der Viertelfinalrunde in K.-o.-Spielen an. Die Ansetzungen wurden ausgelost. Die Gewinner bestreiten das Finale, die Verlierer das Spiel um Platz 3.
| 11. Mai 2024 15:00 Uhr | CS Gloria 2018 Bistrița-Năsăud | 37:26 | HC Dunărea Brăila | Graz |
| 11. Mai 2024 15:00 Uhr | (20:14)                        |       |                   | Graz |
| 11. Mai 2024 15:00 Uhr |                                |       |                   | Graz |

| 11. Mai 2024 18:00 Uhr | Storhamar Håndball | 28:27 | Les Neptunes de Nantes | Graz |
| 11. Mai 2024 18:00 Uhr | (12:16)            |       |                        | Graz |
| 11. Mai 2024 18:00 Uhr |                    |       |                        | Graz |

#### 1. Halbfinale
11. Mai 2024 in Graz, Raiffeisen Sportpark, 1650 Zuschauer
CS Gloria 2018 Bistrița-Năsăud: Dumanska, Babović, Arruda – Laslo (9),  Niombla (5), Araújo    (4), Bazaliu  (4), Dahl (4), Mbengue  (4), Dincă  (2), Posavec (1), Pristăvița (1), Seraficeanu (1), Bulatović  (1), Nosek (1), Kpodar
HC Dunărea Brăila: Șerban, Trussowa – Ježić (7), Liščević (4), da Rocha (3), Živković (2), Quintino (2), Kanawal  (2), Araújo  (1), Raicea (1), Schmelzer  (1), Popa (1), Mohamed (1), González (1), Venâncio, Lupei
Schiedsrichter: Maryna Duplij und Olena Pobedrina,  Ukraine

#### 2. Halbfinale
11. Mai 2024 in Graz, Raiffeisen Sportpark, 1450 Zuschauer
Storhamar Håndball: Lidén, Hellum-Amundsen, Raasok – Obaidli (9), Nestaker (8), Venn (4), Abdulla (3), Høgseth  (2), Löfqvist  (1), Ellertsen (1), Amundsen, Monné, Rivas Toft, Enger, Svele , Jacobsen
Les Neptunes de Nantes: Ryde, André – Sajka (7), Ondono  (4), Horacek   (4), Fauske (3), Grandveau (3), Dupuis (2), Bellec (2), Ardouin (1), Vollebregt (1), Chagh, Strömberg  , Bergum , Ahanda
Schiedsrichter: Ana Vranes und Marlis Wenninger,  Österreich

#### Spiel um Platz 3
Das Spiel um Platz 3 fand am 12. Mai 2024 statt. Der Gewinner der Partie ist Drittplatzierter der EHF European League 2024.
| 12. Mai 2024 15:00 Uhr | HC Dunărea Brăila | 38:39 n. S. | Les Neptunes de Nantes | Graz |
| 12. Mai 2024 15:00 Uhr | (14:18), (33:33)  |             |                        | Graz |
| 12. Mai 2024 15:00 Uhr |                   |             |                        | Graz |

12. Mai 2024 in Graz, Raiffeisen Sportpark, 1600 Zuschauer
HC Dunărea Brăila: Șerban, Trussowa – Živković (6), da Rocha (6), González (6), Araújo (5), Kanawal (4), Ježić (3), Liščević (3), Popa (2), Quintino (1), Raicea (1), Schmelzer (1), Mohamed, Venâncio, Lupei
Les Neptunes de Nantes: Ryde, André – Ondono (6), Sajka  (6), Grandveau (5), Strömberg (4), Dupuis  (4), Horacek (3), Vollebregt  (3), Ahanda (2), Fauske (2), Bellec (2), Bergum (1), Ardouin (1), Chagh
Schiedsrichter: Gianna Stella Merisi und Andrea Alejandra Pepe,  Italien

#### Finale
Das Finale fand am 12. Mai 2024 statt. Der Gewinner der Partie ist Sieger der EHF European League 2024.
| 12. Mai 2024 18:00 Uhr | CS Gloria 2018 Bistrița-Năsăud | 27:29 | Storhamar Håndball | Graz |
| 12. Mai 2024 18:00 Uhr | (15:14)                        |       |                    | Graz |
| 12. Mai 2024 18:00 Uhr |                                |       |                    | Graz |

12. Mai 2024 in Graz, Raiffeisen Sportpark, 1800 Zuschauer
CS Gloria 2018 Bistrița-Năsăud: Dumanska, Babović, Arruda – Araújo (6), Laslo  (6), Seraficeanu (5), Mbengue (4), Bulatović  (2), Dincă (1), Pristăvița  (1), Niombla  (1), Dahl (1), Bazaliu , Posavec, Nosek, Kpodar
Storhamar Håndball: Lidén, Hellum-Amundsen, Raasok – Obaidli (9), Venn (8), Rivas Toft  (6), Abdulla (3), Høgseth  (1), Löfqvist  (1), Svele (1), Nestaker , Ellertsen , Amundsen, Monné, Enger, Jacobsen
Schiedsrichter: Pınar Ünlü Hatipoğlu und Mehtap Şimşek,  Türkei

## Statistiken

### Torschützenliste
Die Torschützenliste zeigt die drei besten Torschützinnen der EHF European League 2023/24.
Zu sehen sind die Nation der Spielerin, der Name, die Position, der Verein, die gespielten Spiele, die Tore und die Ø-Tore.
| Pl. | Nation     | Spieler         | Pos. | Verein             | Sp. | Tore | Ø    |
| --- | ---------- | --------------- | ---- | ------------------ | --- | ---- | ---- |
| 1.  | Norwegen   | Anniken Obaidli | (RM) | Storhamar Håndball | 12  | 82   | 6,83 |
| 2.  | Ungarn     | Csenge Kuczora  | (RM) | Váci NKSE          | 8   | 59   | 7,38 |
| 3.  | Frankreich | Tamara Horacek  | (RM) | Neptunes de Nantes | 12  | 58   | 4,83 |